# Xanthomonadaceae
Famille
Les Xanthomonadaceae sont une famille de protéobactéries classée dans son propre ordre, les Xanthomonadales.
On trouve notamment dans ce groupe l'espèce Xanthomonas campestris, d'une importance vitale pour la production industrielle d'un exopolysaccharide, le xanthane, ainsi que l'espèce Stenotrophomonas maltophilia.

## Liste des genres
Selon NCBI (11 août 2014) :
- Gynumella
- Aquimonas
- Arenimonas
- Dokdonella
- Dyella
- Frateuria
- Fulvimonas
- Ignatzschineria
- Kaistibacter
- Luteibacter
- Luteimonas
- Lysobacter
- Metallibacterium
- Panacagrimonas
- Pseudofulvimonas
- Pseudoxanthomonas
- Rehaibacterium
- Rhodanobacter
- Rudaea
- Silanimonas
- Stenotrophomonas
- Tahibacter
- Thermomonas
- Wohlfahrtiimonas
- Xanthomonas
- Xylella